# Marie Bilders-van Bosse
Marie Bilders-van Bosse (Ámsterdam, 1837 - 1900), fue una pintora de paisaje neerlandesa.

## Biografía

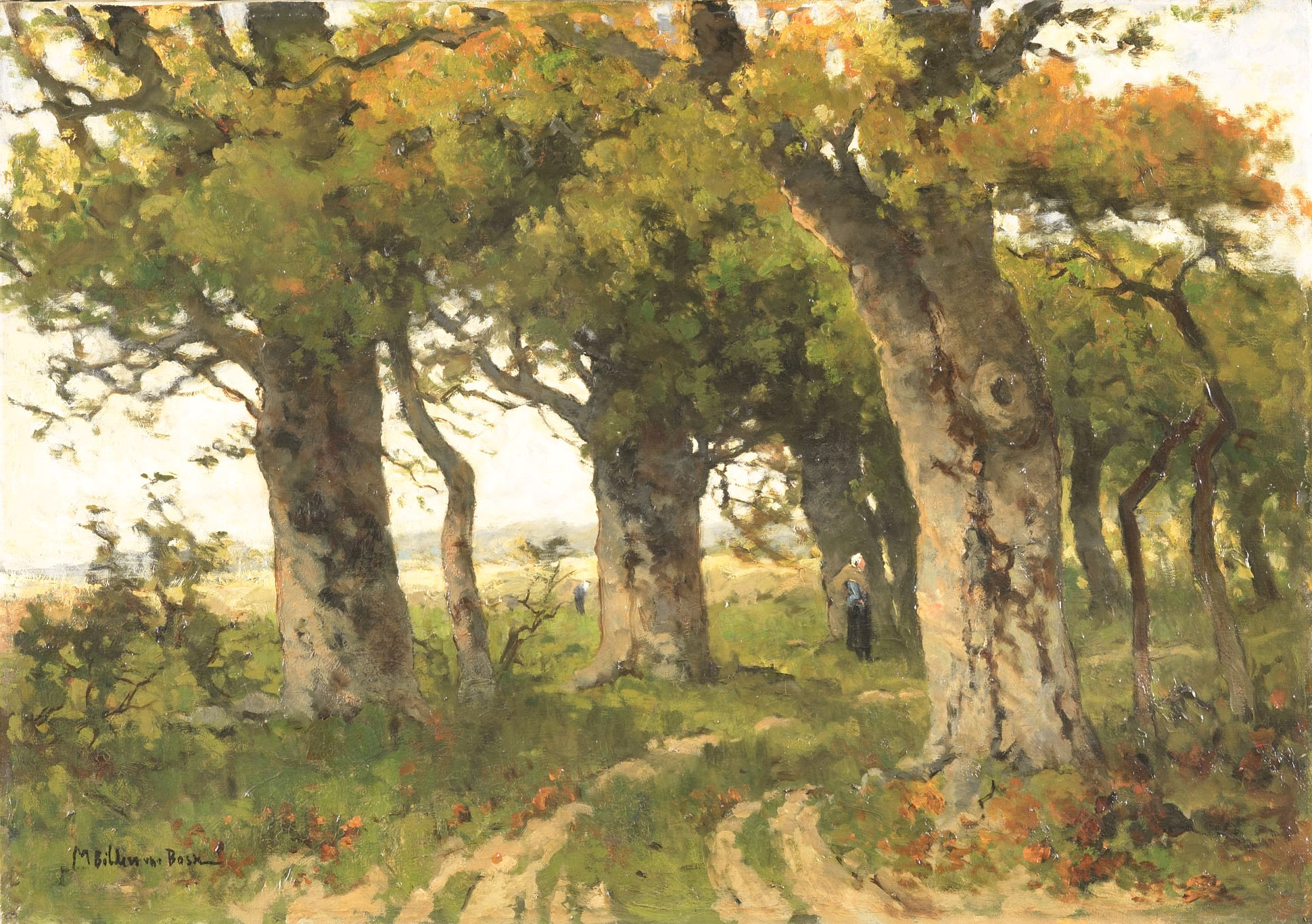
Camino de robles en verano

Nació en Ámsterdam y cuando su padre fue nombrado ministro de finanzas, la familia se trasladó a La Haya, donde Marie estudió con Hendrikus van de Sande Bakhuyzen y Johannes Bosboom.
A los dieciocho años, Marie van Bosse decidió que quería convertirse en pintora, una decisión bastante inusual para una mujer de esa época. Fue Bosboom quien la animó a exponer sus obras. A partir de 1875 recibió lecciones de Johannes Warnardus Bilders (1811-1890). Se casaron en 1880, con Bosboom y Hendrik Willem Mesdag como testigos. Tenía la misma edad que el hijo de J. W. Bilders, el paisajista Gerard Bilders, que había muerto en 1865. La pareja se instaló en el pueblo rural de Oosterbeek, donde pintó muchos paisajes. Tras la muerte de su marido, regresó a La Haya.

## Obra
Marie van Bosse se centró principalmente en la pintura de paisajes. Por lo general, firmaba 'M. Bilders van Bosse'. Además de sus pinturas al óleo, realizó muchas acuarelas y dibujos sobre papel. Con frecuencia pintaba los bosques del distrito de Gelderland y las llanuras aluviales, pero también pintaba en Drenthe, la adyacente Westerwolde (región) y en los alrededores de La Haya. En su desarrollo artístico se acercó con sus pinturas y acuarelas al Impresionismo holandés de la Escuela de La Haya, pero con su propio enfoque característico en árboles y bosques.
Marie van Bosse se convirtió en miembro de la Hollandsche Teekenmaatschappij en 1878 y se unió al Pulchri Studio en La Haya un año después. Expuso en varias 'Exposiciones de Maestros Vivos' (desde 1873), el Salón de París de 1880 y la 'Exposición Nacional de Trabajo de Mujeres' de 1898 (Nationale Tentoonstelling van Vrouwenarbeid 1898). Recibió una medalla de bronce en la Exposición Mundial de 1889 y una mención de honor en la Exposición Universal de 1900, ambas en París. Expuso su trabajo en el Palacio de Bellas Artes en la Exposición Mundial Colombina de 1893 en Chicago, Illinois.
Marie Van Bosse mantuvo bajos los precios de sus cuadros para poder venderlos más fácilmente; Sin embargo, esto provocó protestas de otros colegas pintores de La Haya. Mantuvo contactos amistosos en la élite cultural (Bosboom-Toussaint, Gijsbert van Tienhoven, Augusta de Wit, Anna Wolterbeek) de los Países Bajos de esos días.
La obra de Van Bosse ha sido incluida, entre otras, en las colecciones del Rijksmuseum Ámsterdam, Museum Boijmans Van Beuningen, Teylers Museum, Frans Hals Museum, Groninger Museum y Stedelijk Museum Ámsterdam. Debido a una dolencia de espalda, Van Bosse se instaló regularmente en Alemania. Murió en 1900 en un spa en Wiesbaden a la edad de 63 años. Fue enterrada con su esposo en Oosterbeek, Holanda.

## Galería

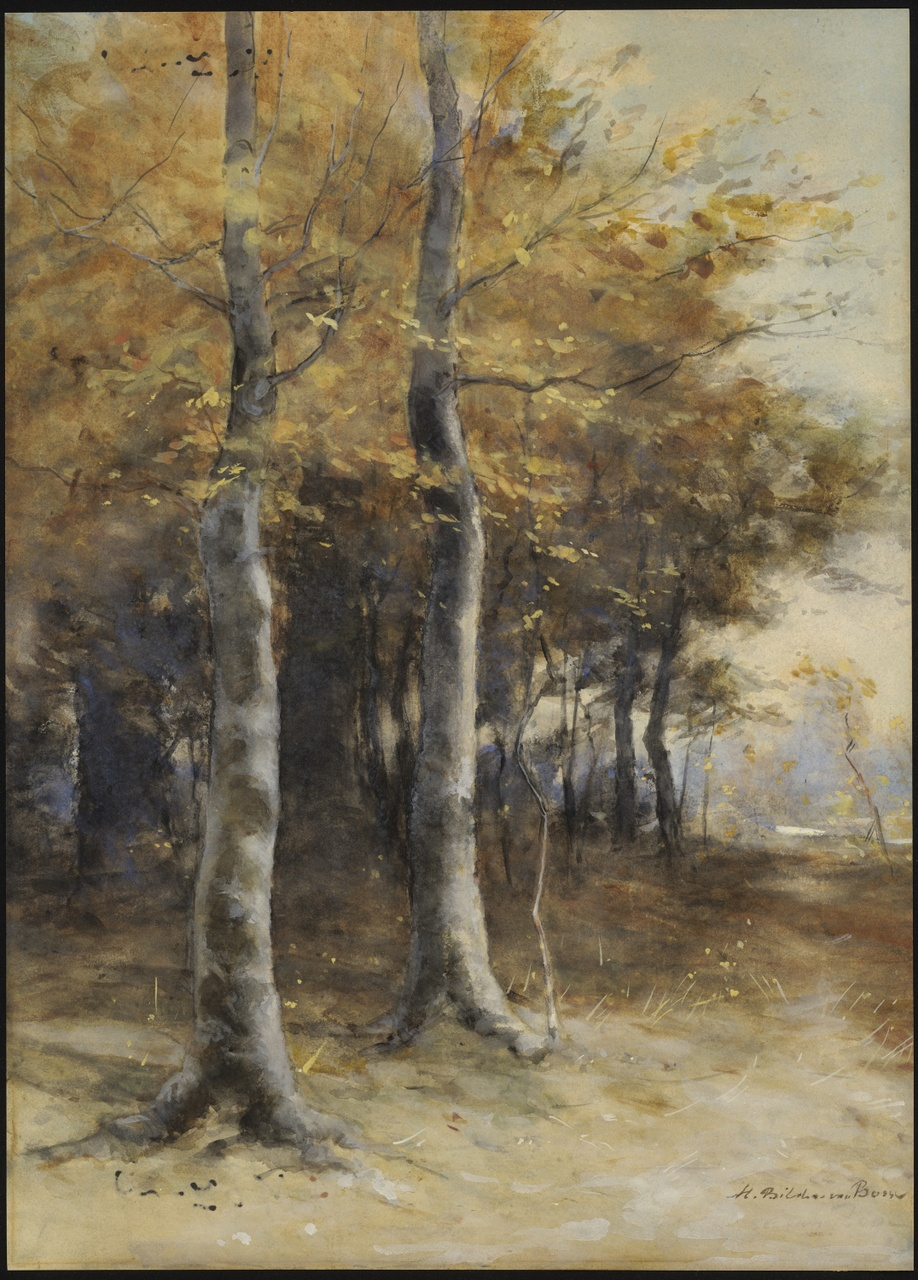
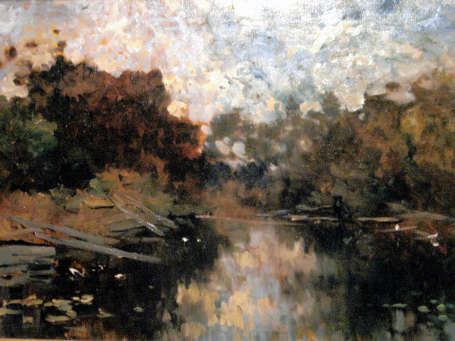
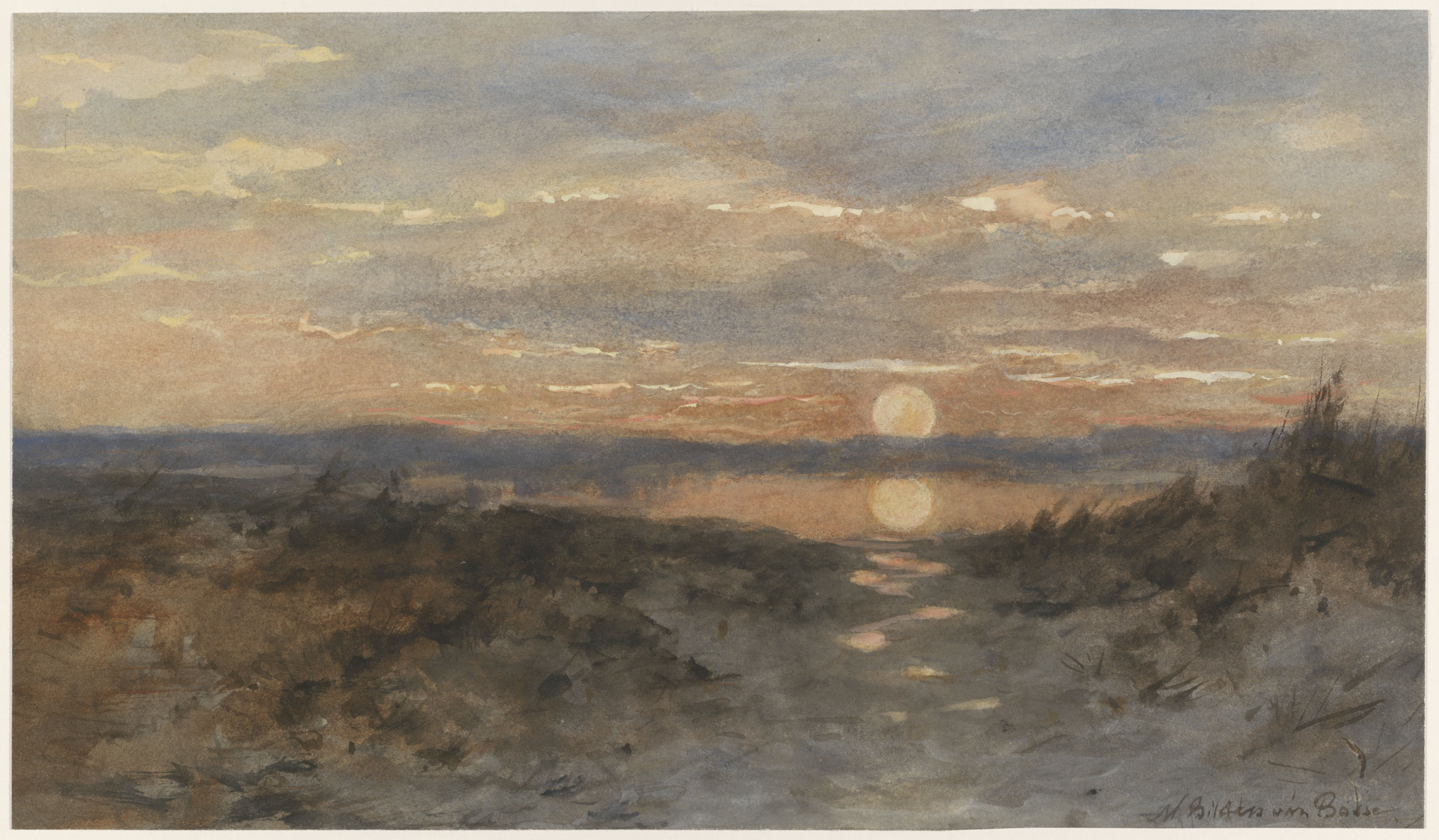
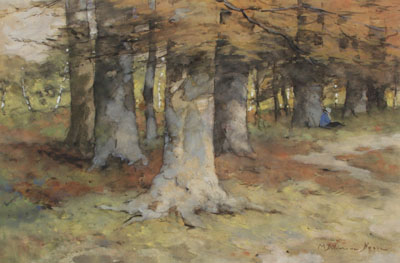
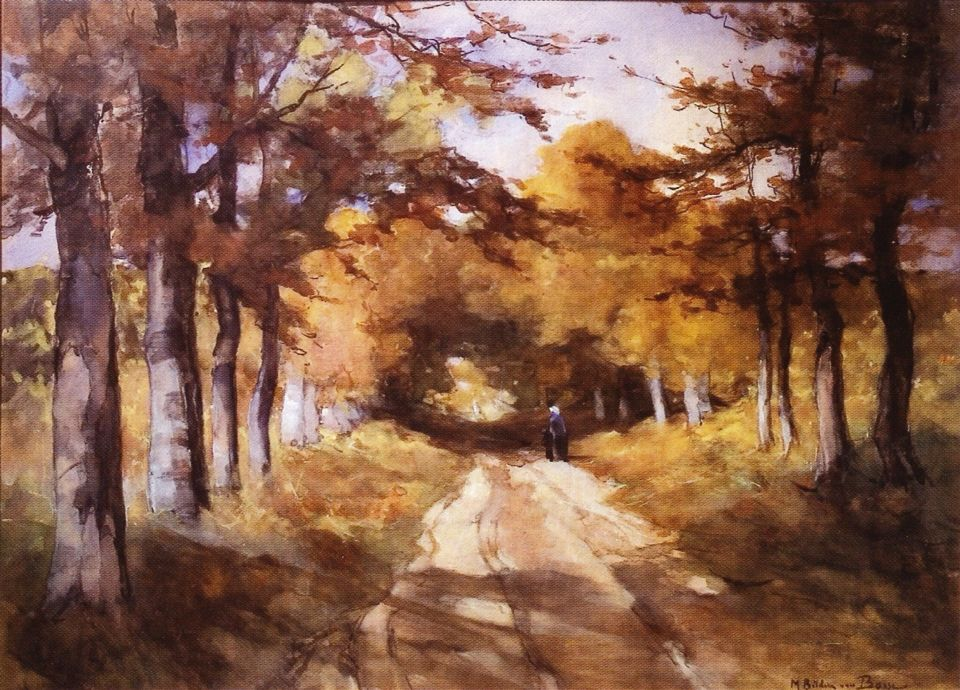
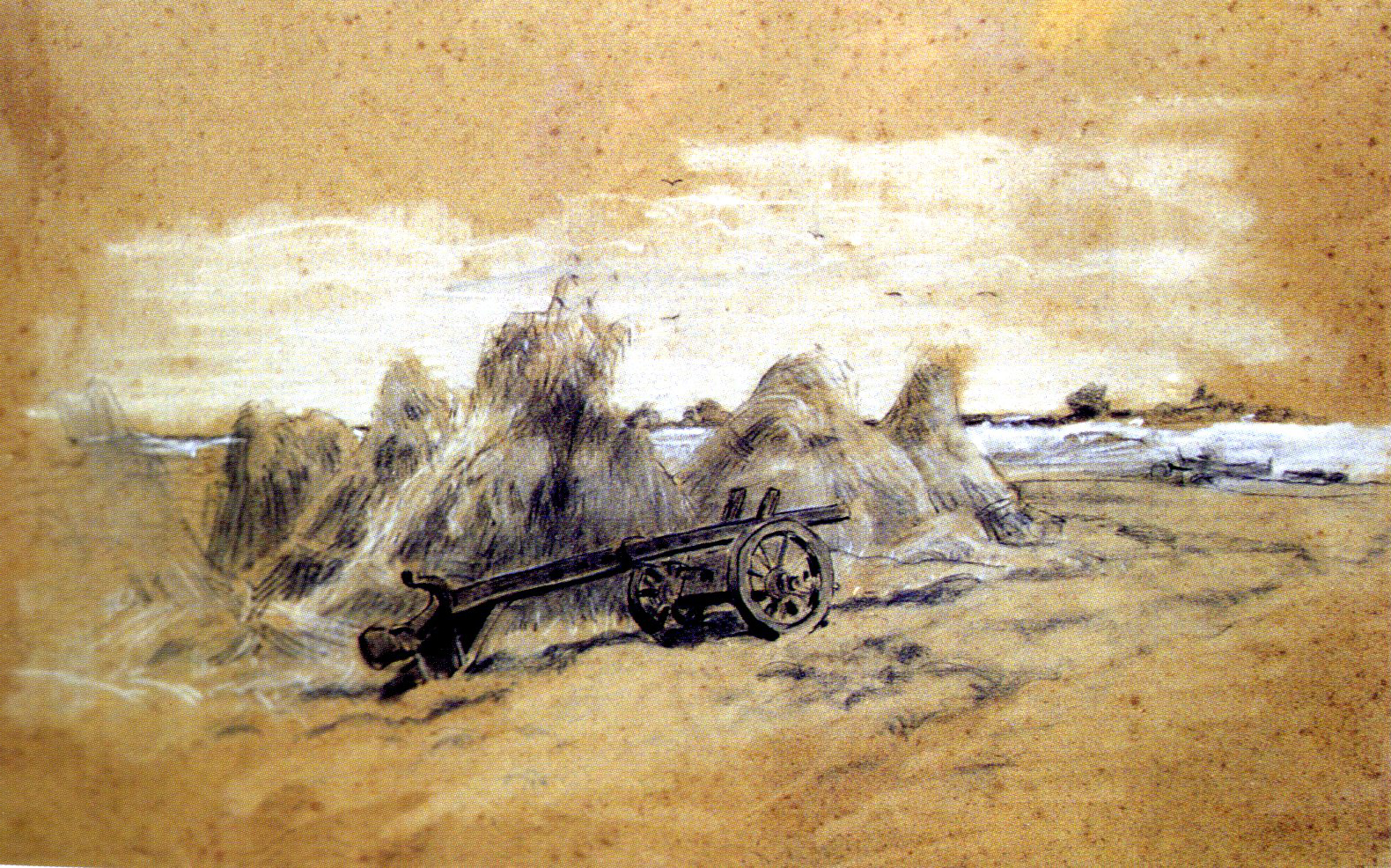